# Itapecuru Mirim (microregio)
Itapecuru Mirim is een van de 21 microregio's van de Braziliaanse deelstaat Maranhão. Zij ligt in de mesoregio Norte Maranhense en grenst aan de mesoregio's Leste Maranhense in het oosten en zuiden en Centro Maranhense in het zuidwesten en de microregio's Baixada Maranhense in het westen en Rosário in het noorden. De microregio heeft een oppervlakte van ca. 6785 km². Midden 2004 werd het inwoneraantal geschat op 162.669.
Acht gemeenten behoren tot deze microregio:
- Cantanhede
- Itapecuru Mirim
- Miranda do Norte
- Matões do Norte
- Nina Rodrigues
- Pirapemas
- Presidente Vargas
- Vargem Grande

Mesoregio's: Centro Maranhense · Leste Maranhense · Norte Maranhense · Oeste Maranhense · Sul Maranhense

Microregio's: Aglomeração Urbana de São Luís · Alto Mearim e Grajaú · Baixada Maranhense · Baixo Parnaíba Maranhense · Caxias · Chapadas das Mangabeiras · Chapadas do Alto Itapecuru · Chapadinha · Codó · Coelho Neto · Gerais de Balsas · Gurupi · Imperatriz · Itapecuru Mirim · Lençóis Maranhenses · Litoral Ocidental Maranhense · Médio Mearim · Pindaré · Porto Franco · Presidente Dutra · Rosário